# Vikrantavarman IV
Vikrantavarman IV en vietnamien Dịch-lợi Bì-kiến-đà-bạt-ma,  est un roi de la VIIe Dynastie du royaume de Champā il règne vers 1030-1040

## Contexte
Vikrantavarman IV est le fils et successeur de Paramesvaravarman II. Il devient roi vers 1030 après avoir été investi par l'Empire Chinois sous le nom de Yan Pu Ku Çri Vikrantavarman. Son règne semble être une période de troubles internes sur laquelle nous n'avons pas d'information. Son fils en 1038 et 1039 demande la protection à la cour du Dai Viet. Quelque temps après c'est la garnison de Bo Binh qui se réfugie auprès de l'empereur Lý Thái Tông. Quant au roi Vikrantavarman il meurt en 1041 

## Source
- Georges Maspero Le Royaume De Champa. T'oung Pao, Second Series, Vol. 12, No. 2 (1911) Chapitre VI (Suite) Dynastie VIII 989-1044 p. 72-87 JSTOR, www.jstor.org/stable/4526131. Consulté le 27 décembre 2020.